# 古布里斯特山
47°25′20″N 8°27′32″E / 47.42232°N 8.45888°E

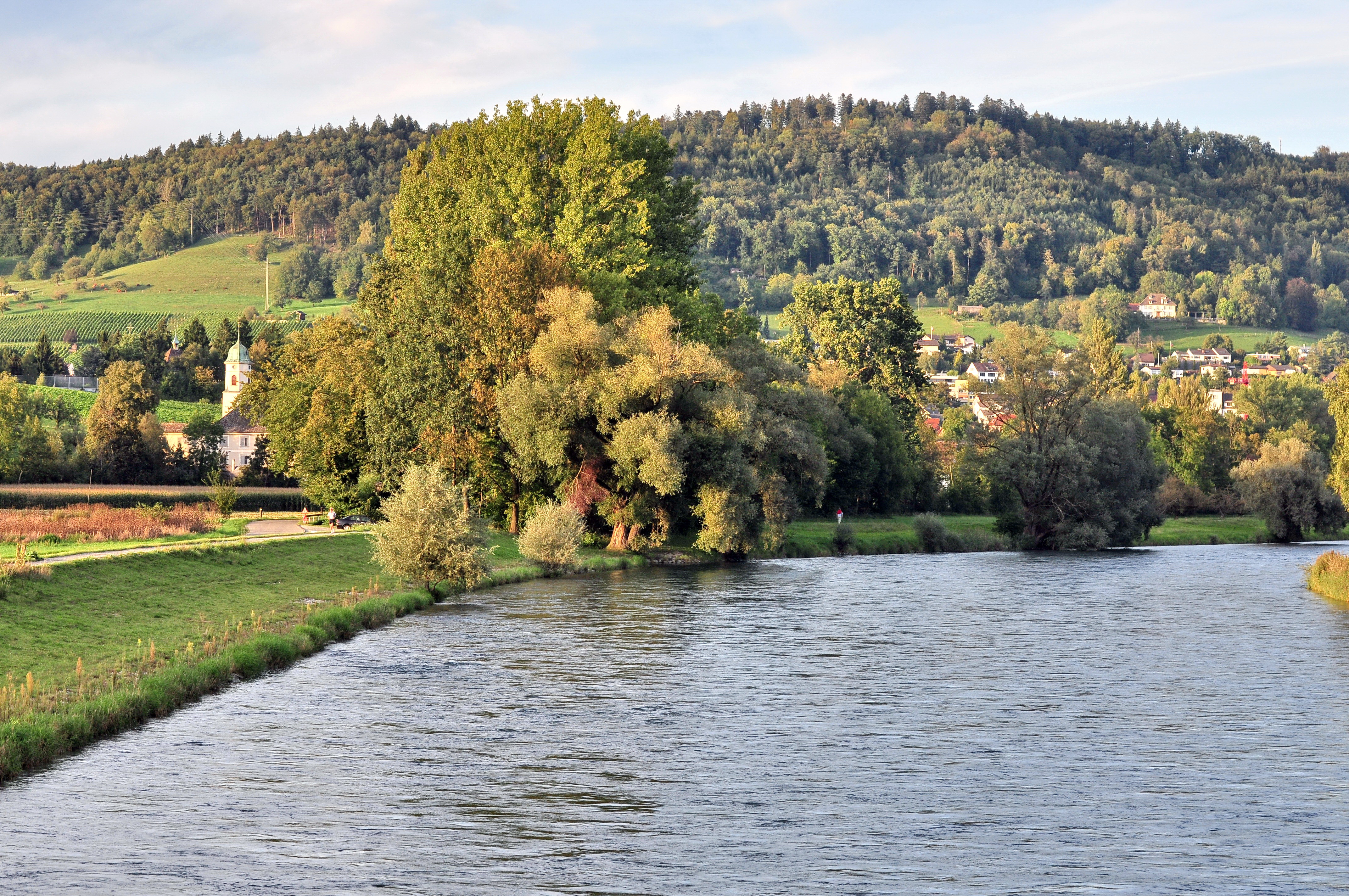

古布里斯特山（Gubrist），是瑞士的山峰，位於該國北部蘇黎世州，由雷根斯多夫負責管轄，處於阿爾特貝格山東部山腳，該山峰海拔高度615米。